# Crevoladossola
Crevoladossola är en ort och kommun i provinsen Verbano Cusio Ossola i regionen Piemonte i Italien. Kommunen hade 4 600 invånare (2018).